# Unterseeboot 305
Le Unterseeboot 305 (ou U-305) est un sous-marin allemand (U-Boot) de type VII.C utilisé par la Kriegsmarine (marine de guerre allemande) pendant la Seconde Guerre mondiale.

## Construction
L'U-305 est un sous-marin océanique de type VII C. Construit dans les chantiers de Flender Werke AG à Lübeck, la quille du U-305 est posée le 30 août 1941 et il est lancé le 25 juillet 1942. L'U-305 entre en service 2 mois plus tard.

## Historique
Mis en service le 17 septembre 1942, l'Unterseeboot 305 effectue sa période initiale d'entraînement à Danzig dans la 8. Unterseebootsflottille jusqu'au 28 février 1943, puis l'U-305 rejoint son unité de combat à Brest dans la 1. Unterseebootsflottille.
L'Unterseeboot 305 effectue quatre patrouilles, toutes sous les ordres du Kapitänleutnant Rudolf Bahr ; il coule deux navires marchands ennemis pour un total de 13 045 tonneaux et deux navires de guerre pour un total 2 560 tonnes au cours de ses 167 jours en mer.
Pour sa première patrouille, il quitte Kiel le  27 février 1943. Après 45 jours en mer et deux navires marchands coulés le 17 mars 1943 pour un total de 13 045 tonneaux, l'U-305 rejoint la base sous-marine de Brest le 12 avril 1943.
Sa deuxième patrouille commence le 12 mai 1943 en partant de Brest. Après 21 jours en mer, il retrouve Brest le 1er juin 1943, sans victoire.
Pour sa troisième patrouille, il quitte Brest le 23 août 1943. Il coule un navire de guerre canadien de 1 190 tonnes le 20 septembre 1943. C'est l'un des premiers succès de la torpille acoustique G7es, appelée GNAT (German Navy Acoustic Torpedo) par les britanniques.
Sa quatrième patrouille débute à Brest le 8 décembre 1943. Le 7 janvier 1944, il coule le navire de guerre britannique HMS Tweed de 1 370 tonnes au sud-ouest de l'Irlande.

Le 15 janvier 1944, le Kapitänleutnant Rudolf Bahr est décoré de la Croix allemande en or.

Après quarante jours en mer, l'U-305 est porté disparu le 16 janvier 1944 dans l'Atlantique Nord à la position géographique de 49° N, 18° O probablement des suites de l'explosion de l'une de ses propres torpilles. 
Les 51 membres d'équipage meurent dans cette disparition.

## Affectations successives
- 8. Unterseebootsflottille à Danzig du 17 septembre 1942 au 28 février 1943 (entrainement)
- 1. Unterseebootsflottille à Brest du 1er mars 1943 au 16 janvier 1944 (service actif)

## Commandement
- Kapitänleutnant Rudolf Bahr du 17 septembre 1942 au 16 janvier 1944

## Patrouilles
|       | Commandant        | Départ          | Départ | Arrivée         | Arrivée | Jours     | Succès   |
| ----- | ----------------- | --------------- | ------ | --------------- | ------- | --------- | -------- |
| 1     | Kplt. Rudolf Bahr | 27 février 1943 | Kiel   | 12 avril 1943   | Brest   | 45 jours  | 13 045   |
| 2     | Kplt. Rudolf Bahr | 12 mai 1943     | Brest  | 1er juin 1943   | Brest   | 21 jours  |          |
| 3     | Kplt. Rudolf Bahr | 23 août 1943    | Brest  | 22 octobre 1943 | Brest   | 61 jours  | 1 190    |
| 4     | Kplt. Rudolf Bahr | 8 décembre 1943 | Brest  | 16 janvier 1944 | Coulé   | 40 jours  | 1 370    |
| Total | Total             | Total           | Total  | Total           | Total   | 167 jours | 15 605 t |

Note : Kplt. = Kapitänleutnant

### Opérations Wolfpack
L'U-305 a opéré avec les Wolfpacks (meute de loups) durant sa carrière opérationnelle.
1. Stürmer (11 mars 1943 - 20 mars 1943)
2. Seewolf (21 mars 1943 - 30 mars 1943)
3. Mosel (19 mai 1943 - 23 mai 1943)
4. Leuthen (15 septembre 1943 - 24 septembre 1943)
5. Rossbach (25 septembre 1943 - 5 octobre 1943)
6. Borkum (18 décembre 1943 - 3 janvier 1944)
7. Borkum 1 (3 janvier 1944 - 13 janvier 1944)
8. Rügen (13 janvier 1944 - 16 janvier 1944)

## Navires coulés
L'Unterseeboot 305 a coulé deux navires marchands ennemis pour un total de 13 045 tonneaux et deux navires de guerre pour un total 2 560 tonnes au cours des quatre patrouilles (167 jours en mer) qu'il effectua.
| Date              | Nom           | Nationalité | Tonnage (GRT) | Convoi | Fait  |
| ----------------- | ------------- | ----------- | ------------- | ------ | ----- |
| 17 mars 1943      | Port Auckland | Royaume-Uni | 8 789         | SC-122 | Coulé |
| 17 mars 1943      | Zouave        | Royaume-Uni | 4 256         | SC-122 | Coulé |
| 20 septembre 1943 | USS McCook    | Canada      | 1 190         | ON-202 | Coulé |
| 7 janvier 1944    | HMS Tweed     | Royaume-Uni | 1 370         |        | Coulé |

### Source et bibliographie
- (en) Cet article est partiellement ou en totalité issu de l’article de Wikipédia en anglais intitulé « German submarine U-305 » (voir la liste des auteurs).
- Chris Bishop, historien militaire (trad. de l'anglais par Christian Muguet), Les sous-marins de la Kriegsmarine : 1939-1945 : le guide d'identification des sous-marins [« The spellmount submarine identification guide : Kriegsmarine U-boats 1939-1945 »], Paris, Éd. de Lodi, 2008, 192 p. (ISBN 978-2-84690-327-1, OCLC 470721805, BNF 41298980)